# اصغر علی شاه
اصغر علی شاه (انگلیسی: Asghar Ali Shah؛ زادهٔ ۳ اکتبر ۱۹۷۸) بوکسور اهل پاکستان است.